# Wiesław Grochowski (leśnik)
Wiesław Marian Grochowski (ur. 23 stycznia 1911 w Ostrołęce, zm. 18 grudnia 1994 w Warszawie) – leśnik polski, profesor Instytutu Badawczego Leśnictwa w Warszawie, członek Polskiej Akademii Nauk.

## Życiorys

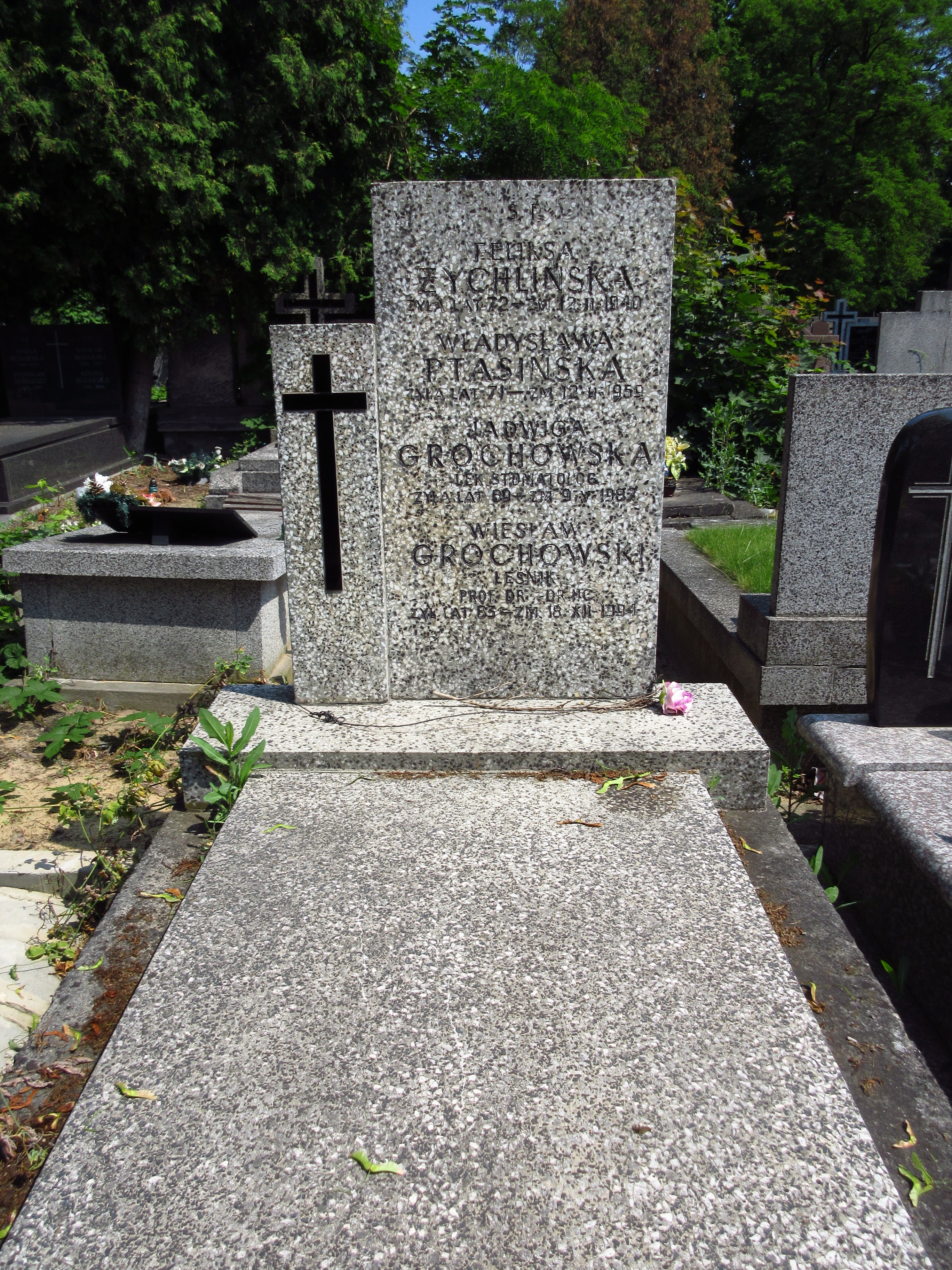
Grób profesora Wiesława Grochowskiego na cmentarzu Bródnowskim w Warszawie.

Urodził się w rodzinie Ludwika (urzędnika sądowego) i Marii z Grochowskich (sic!). Doktorat w dziedzinie leśnictwa uzyskał w 1951 w Szkole Głównej Gospodarstwa Wiejskiego na podstawie rozprawy Charakterystyka wycieku żywicy sosnowej. Od 1955 był profesorem nadzwyczajnym, od 1967 profesorem zwyczajnym ubocznej produkcji leśnej w Instytucie Badawczym Leśnictwa w Warszawie.
Od 1971 był członkiem korespondentem, a od 1983 członkiem rzeczywistym Polskiej Akademii Nauk. W latach 1962–1965 pełnił funkcję zastępcy przewodniczącego Komitetu Nauk Leśnych PAN, następnie trzykrotnie wybierany był na przewodniczącego tego Komitetu (1965–1974, 1977–1982, 1984–1989), a w 1991 otrzymał tytuł honorowego przewodniczącego. W 1994 Akademia Rolnicza w Poznaniu nadała mu doktorat honoris causa.
Specjalizował się w hodowli i ochronie lasu. Ogłosił m.in. Jadalne owoce leśne (1952), Las. Skarbiec człowieka (1952), Las - źródło surowców (1952), Chrońmy widłaki (1956), Skarby leśnych ostępów (1959), Jadalne owoce leśne. Zbiór i zastosowanie (1960), Uboczne użytkowanie lasu (1964), Zbiór ziół w lesie (1965), Leśne zioła lecznicze i przemysłowe (1970), Jadalne owoce leśne i ich użytkowanie (1972), Uboczna produkcja leśna (1976), Las a produkcja żywności (1988), Leśne grzyby, owoce i zioła (1994, z A. Grochowskim).
Był żonaty z Jadwigą z  Ptasińskich (zm. 1987), lekarzem stomatologiem.
Zmarł w Warszawie, pochowany 27 grudnia 1994 na cmentarzu Bródnowskim (kwatera 58E-6-9).

## Ordery i odznaczenia
- Krzyż Kawalerski Orderu Odrodzenia Polski (19 lipca 1958)[6]

## Upamiętnienie
Imię prof. Wiesława Grochowskiego nosi szkoła podstawowa w Kliniskach Wielkich.